# Гінріх Варрельманн
Гінріх Фрідріх Варрельманн (нім. Hinrich Friedrich Warrelmann; 16 квітня 1904, Ольденбург — 9 жовтня 1980, Вестеркаппельн) — німецький воєначальник, генерал-майор вермахту. Кавалер Лицарського хреста Залізного хреста з дубовим листям.

## Біографія
Син землевласника Гінріха Варрельманна і його дружини Матильди, уродженої Діркс. 21 жовтня 1921 року вступив в 16-й піхотний полк. 27 жовтня 1933 року вийшов у відставку фельдфебелем. 1 липня 1934 року повернувся на службу. З 1 жовтня 1934 року — командир 12-ї роти 37-го піхотного полку. Учасник Французької кампанії. З 1 жовтня 1940 року — командир 2-го батальйону свого полку. З 1 травня 1941 року — викладач тактики в різних училищах. З 15 листопада 1941 року — командир 2-го кулеметного батальйону в Північній Африці. Навесні 1942 року важко поранений. Після одужання у вересні 1942 року викладав в офіцерських училищах. З 26 квітня 1943 по листопад 1944 року — командир 502-го гренадерського полку. Відзначився у боях під Невелем та Дюнабургом. З 1 січня 1945 року — командир 179-ї піхотної, з 17 лютого 1945 року — 183-ї народно-гренадерської дивізії, з якою брав участь у боях у районі Аахена. Наприкінці квітня 1945 року взятий у полон британськими військами.

## Сім'я
26 жовтня 1929 року одружився з Ерною Зоммер. В пари народились дочка (1930) і 2 сини (1934 і 1936).

## Звання
- Оберлейтенант (1 липня 1934)
- Гауптман (1 березня 1936)
- Майор (1 квітня 1941)
- Оберстлейтенант (1 травня 1942)
- Оберст (1 листопада 1943)
- Генерал-майор (20 квітня 1945)

## Нагороди
- Медаль «За вислугу років у Вермахті» 4-го і 3-го класу (12 років)
- Залізний хрест
  - 2-го класу (21 вересня 1939)
  - 1-го класу (13 червня 1940)
- Медаль «За Атлантичний вал»
- Німецький хрест в золоті (8 березня 1942)
- Нагрудний знак «За поранення»
  - в чорному (27 березня 1942)
  - в сріблі (29 січня 1943)
- Нагрудний знак «За танкову атаку» в бронзі (30 березня 1942)
- Нарукавна стрічка «Африка» (17 вересня 1943)
- Почесна застібка на орденську стрічку для Сухопутних військ (18 лютого 1944)
- Лицарський хрест Залізного хреста з дубовим листям
  - лицарський хрест (16 квітня 1944)
  - дубове листя (№555; 20 серпня 1944)